# آنتیه استیل
آنتیه استیل (به آلمانی: Antje Stille) (زادهٔ ۸ سپتامبر ۱۹۶۱) شناگر بازنشستهٔ اهل آلمان است.